# Nina Schlegel
Nina Schlegel (ur. 9 października 1980) – austriacka snowboardzistka. Nie startowała na igrzyskach olimpijskich. Najlepszy wynik na mistrzostwach świata uzyskała na mistrzostwach w Madonna di Campiglio, gdzie zajęła 10. miejsce w gigancie równoległym. Najlepsze wyniki w Pucharze Świata osiągnęła w sezonie 1999/2000, kiedy to zajęła 21. miejsce w klasyfikacji generalnej. Na mistrzostwach świata juniorów w 1999 r. zdobyła złoty medal w gigancie równoległym, a rok później zdobyła złoto w slalomie równoległym, a w gigancie równoległym była trzecia.
W 2002 r. zakończyła karierę.

## Sukcesy

### Mistrzostwa Świata
| Miejsce | Dzień       | Rok  | Miejscowość          | Konkurencja       | Zwycięzca     |
| ------- | ----------- | ---- | -------------------- | ----------------- | ------------- |
| 10.     | 24 stycznia | 2001 | Madonna di Campiglio | Gigant równoległy | Ursula Bruhin |
| 20.     | 26 stycznia | 2001 | Madonna di Campiglio | Slalom równoległy | Karine Ruby   |

### Puchar Świata

#### Miejsca w klasyfikacji generalnej
- 1996/1997 - 115.
- 1998/1999 - 61.
- 1999/2000 - 21.
- 2000/2001 - 29.
- 2001/2002 - -

#### Miejsca na podium
1. Berchtesgaden – 16 stycznia 2000 (Slalom równoległy) - 3. miejsce
2. Gstaad – 10 stycznia 2001 (Slalom równoległy) - 2. miejsce
3. Badgastein – 31 stycznia 2001 (Slalom równoległy) - 2. miejsce